# Parabos
Parabos — род вымерших млекопитающих из семейства полорогих. Жили с позднего миоцена по начало плейстоцена (8,7—2,588 млн лет назад) на территории Европы (ископаемые остатки найдены в Испании, Италии, Румынии, Греции, Молдовы и Венгрии).

## Описание
Внешне эти животные, отдаленно напоминали антилопу гну. Их ноги были стройные, сильные и удлиненные, но тело довольно массивное, а на голове два больших прямых рога, направленных назад и росших из задней части глазниц. Parabos считается первым быком, имеющим премоляры и коренные зубы с высокой коронкой (гипсодонтные), что указывает на адаптацию к питанию жесткими растениями, такими как трава. Размер Parabos варьировал от вида к виду: некоторые, например P. cordieri, были совсем небольшими и достигали размеров современного орикса, тогда как другие (например, P. boodon) были крупнее антилопы гну.

## Классификация
Род Parabos был создан в 1929 году Arambourg и Piveteau для размещения вида Antilope cordieri, быка среднего размера, типичного для европейского плиоцена. Впоследствии к роду Parabos были отнесены и другие виды, такие как P. macedoniae, P. soriae и P. athanasiui. Крупный вид P. boodon иногда относят к родственному роду Alephis. Parabos считается старейшим и наиболее базальным представителем подсемейства Bovinae, к которому принадлежит большинство крупных быков. Окаменелости рода встречаются во многих регионах Европы, включая Францию, Италию, Венгрию, Молдову, Испанию. Самые старые экземпляры происходят из позднего миоцена Испании и Италии.

## Виды
По данным сайта Paleobiology Database, на август 2023 года в род включают 3 вымерших вида:
- Parabos boodon  Gervais, 1853
- Parabos cordieri de Christol, 1832
- Parabos savelisi Cregut-Bonnoure and Tsoukala, 2017